# Шломо Бакшт
Шломо Бакшт (нар. 1960, м. Петах-Тіква, Ізраїль) — головний рабин Одеси, Одеської єврейської релігійної громади та Одеської області. Один з найбільш авторитетних рабинів в Україні, вніс великий внесок у популярізацію традиційних чеснот серед еврєїв Одеси.
Народився у 1960 році у місті Петах-Тіква, Ізраїль у родині ортодоксальних євреїв литовського напрямку. Здобув освіту у Талмуд-торі Шееріт Исраель, пізніше продовжив освіту у єшиву Ор Ісраель в учня відомого гебрейського мудреця та законовчителя Хофец Хаіма, рабина Якова Наймана, потім перейшов у єшиву Нахалат Давід, засновану рабином Барухом Шимоном Салмоном, який був головним рабином Петах-Тікви. У 1985 році одружився з ребецен Хасею (наразі має 5 дітей та 5 онуків) та переїхав до Єрусалиму, де у 1991 році, разом із своїм братом Довом заснував колель (єврейський релігійний навчальний заклад для одружених чоловіків) «Ламед Тора», де й викладав до 1993 року, коли за запрошенням Одеської єврейської релігійної громади приїхав до Одеси на посаду головного рабина регіону.

## Діяльність в Україні
У 1994 році створює єврейську школу, в 1996 році — інтернат для іногородніх дітей. У 1998 році громада отримує сучасну будівлю Головної синагоги на розі вул. Рішельєвської та Єврейської (до того головною синагогою міста була Синагога Нахлас Еліезер на Пересипу, наразі зруйнована), що раніше належала Одеському педагогічному інституту. Проводяться щоденні молитви, святкові семінари та навчальні курси за єврейською традицією. У 2000 відкривається міква (ритуальний басейн для обмивання). У 2003 році під опікою рава Бакшта в Одесі створюється Південноукраїнський єврейський університет, нині нараховує близько 200 студентів. У 2010 рабин Шломо Бакшт відкриває в Одесі єшиву «Атерет Га-Мелех», багато учнів якої зараз викладають у найкращих єшивах Ізраїлю та СНД.